# 국군구리병원
국군구리병원(國軍九里病院)은 국군의무사령부 소속의 국군병원으로 경기도 구리시 인창동에 위치하고 있다. 국군청평병원이 이곳으로 이전하면서 명칭 변경 후 2017년 10월 1일에 개원하였다.

## 진료 과목
내과, 신경과, 정신건강의학과, 외과, 정형외과, 신경외과, 안과, 이비인후과, 피부과, 비뇨의학과, 영상의학과, 진단검사의학과, 응급의학과, 구강악안면외과, 치과보철과, 치주과